# Corbin Balster
Corbin Balster (* 3. März 1997) ist ein deutscher Volleyballspieler.

## Karriere
Balster wurde in der Jugend mit dem Schweriner SC viermal deutscher Meister und mit der Auswahl Mecklenburg-Vorpommerns dreimal Bundespokalsieger. Seit 2014 spielte der Außenangreifer beim Nachwuchsteam VC Olympia Berlin, zunächst in der Bundesliga. In der Saison 2015/16 spielte er in der Zweiten Liga Nord und im folgenden Jahr wieder in der Bundesliga. Außerdem kam er in der deutschen Juniorennationalmannschaft zum Einsatz. 2017 wurde Balster vom Bundesligisten Volleyball Bisons Bühl verpflichtet.